# Stora Gryten
Stora Gryten är en sjö i Finspångs kommun i Östergötland och ingår i Nyköpingsåns huvudavrinningsområde. Sjön har en area på 1,06 kvadratkilometer och ligger 49 meter över havet.

## Delavrinningsområde
Stora Gryten ingår i det delavrinningsområde (652768-151442) som SMHI kallar för Utloppet av Stora Gryten. Medelhöjden är 59 meter över havet och ytan är 19,12 kvadratkilometer. Det finns inga avrinningsområden uppströms utan avrinningsområdet är högsta punkten. Vattendraget som avvattnar avrinningsområdet har biflödesordning 4, vilket innebär att vattnet flödar genom totalt 4 vattendrag innan det når havet efter 105 kilometer. Avrinningsområdet består mestadels av skog (73 procent). Avrinningsområdet har 1,89 kvadratkilometer vattenytor vilket ger det en sjöprocent på 9,9 procent. Bebyggelsen i området täcker en yta av 1,24 kvadratkilometer eller 6 procent av avrinningsområdet.